# Papratnice
Papratnice (prave paprati; lat. Polypodiopsida), najvažniji razred papratnjača (Pteridophyta) kojemu pripada preko 10 000 vrsta pretežno zeljastih trajnica. Većina pravih paprati rastu u tropskim područjima gdje su neke paprati i drvolike.
Zeljaste paprati imaju podanke iz kojih izbijaju, često puta veiki listovi, koji mogu biti jednostgruko, dvostruko ili trostruko raspareni, a rjeđe cjeloviti (kao jelenjak ili jelenak, Asplenium scolopendrium).
Listovi paprati mogu biti sporofili, na kojima se s donje strane razvijaju trusne gomilice (sorusi) i trofofili, koji se razlikuju jedni od drugih samo kod vlasaste rebrače (Blechnum spicant) i smeđe stele (Matteuccia struthiopteris). 
Većina papratnjača su za raliku od mahovnjača, uz nekoliko iznimaka, izosporne, dok su za razliku od njih mahovine pretežno heterosporne, opetr uz nekoliko iznimaka.

## Redovi
Papratnice se dijele na 14 redova:
1. Ordo Lycopodiales 	DC. ex Bercht. & J. Presl
  1. Familia Lycopodiaceae P. Beauv. ex Mirb. (473 spp.)
    1. Subfamilia Lycopodielloideae W. H. Wagner & Beitel ex B. Øllg.
      1. Lycopodiella Holub (12 spp.)
      2. Pseudolycopodiella Holub (13 spp.)
      3. Lateristachys Holub (3 spp.)
      4. Palhinhaea Franco & Vasc. (26 spp.)
      5. Brownseya Li Bing Zhang, L. D. Sheph., D. K. Chen, X. M. Zhou & H. He (1 sp.)

    2. Subfamilia Lycopodiastroideae Li Bing Zhang & X.M.Zhou
      1. Lycopodiastrum Holub ex R. D. Dixit (1 sp.)

    3. Subfamilia Lycopodioideae W. H. Wagner & Beitel ex B. Øllg.
      1. Diphasium C. Presl ex Rothm. (4 spp.)
      2. Dendrolycopodium A. Haines (5 spp.)
      3. Austrolycopodium Holub (7 spp.)
      4. Pseudodiphasium Holub (1 sp.)
      5. Pseudolycopodium Holub (1 sp.)
      6. Lycopodium L. (7 spp.)
      7. Spinulum A. Haines (2 spp.)
      8. Diphasiastrum Holub (20 spp.)

    4. Subfamilia Huperzioideae W. H. Wagner & Beitel ex B. Øllg.
      1. Phylloglossum Kunze (1 sp.)
      2. Phlegmariurus (Herter) Holub (307 spp.)
      3. Huperzia Bernh. (62 spp.)
2. Ordo Isoetales Prantl
  1. Familia Isoetaceae Rchb. (194 spp.)
    1. Isoetes L. (194 spp.)
3. Ordo Selaginellales Prantl
  1. Familia Selaginellaceae Rchb. (726 spp.)
    1. Selaginella P. Beauv. (726 spp.)
4. Ordo Equisetales DC. ex Bercht. & J. Presl
  1. Familia Equisetaceae Michx. ex DC. (15 spp.)
    1. Equisetum L. (15 spp.)
5. Ordo Psilotales Prantl
  1. Familia Psilotaceae J. W. Griff. & Henfr. (18 spp.)
    1. Psilotum Sw. (2 spp.)
    2. Tmesipteris Sw. (16 spp.)
6. Ordo Ophioglossales Link
  1. Familia Ophioglossaceae Martynov (116 spp.)
    1. Subfamilia Mankyuoideae J. R. Grant & B. Dauphin
      1. Mankyua B. Y. Sun, M. H. Kim & C. H. Kim (1 sp.)

    2. Subfamilia Helminthostachyoideae C. Presl
      1. Helminthostachys Kaulf. (1 sp.)

    3. Subfamilia Botrychioideae C. Presl
      1. Sahashia Li Bing Zhang & Liang Zhang (1 sp.)
      2. Botrypus Michx. (1 sp.)
      3. Japanobotrychum Masam. (2 spp.)
      4. Sceptridium Lyon (23 spp.)
      5. Botrychium Sw. (34 spp.)

    4. Subfamilia Ophioglossoideae C. Presl
      1. Cheiroglossa C. Presl (2 spp.)
      2. Ophioderma (Blume) Endlicher (6 spp.)
      3. Rhizoglossum C. Presl (1 sp.)
      4. Ophioglossum L. (44 spp.)
7. Ordo Marattiales Link
  1. Familia Marattiaceae Kaulf. (155 spp.)
    1. Danaea Sm. (62 spp.)
    2. Marattia Sw. (6 spp.)
    3. Angiopteris Hoffm. (47 spp.)
    4. Christensenia Maxon (2 spp.)
    5. Eupodium J. Sm. (4 spp.)
    6. Ptisana Murdock (34 spp.)
8. Ordo Osmundales Link
  1. Familia Osmundaceae Martynov (23 spp.)
    1. Todea Willd. (2 spp.)
    2. Leptopteris C. Presl (6 spp.)
    3. Osmundastrum C. Presl (1 sp.)
    4. Claytosmunda (Y. Yatabe, N. Murak. & K. Iwats.) Metzgar & Rouhan (1 sp.)
    5. Plenasium C. Presl (4 spp.)
    6. Osmunda L. (9 spp.)
    7. xOsmunasium Hong M.Liu, Schuettp. & H.Schneid. (0 sp.)
    8. xOsmuntonia Hong M.Liu, Schuettp. & H.Schneid. (0 sp.)
9. Ordo Gleicheniales Link
  1. Familia Matoniaceae C. Presl (4 spp.)
    1. Matonia R. Br. (2 spp.)
    2. Phanerosorus Copel. (2 spp.)

  2. Familia Dipteridaceae (Diels) Seward & E. Dale (11 spp.)
    1. Dipteris Reinw. (8 spp.)
    2. Cheiropleuria C. Presl (3 spp.)

  3. Familia Gleicheniaceae (R. Br.) C. Presl (151 spp.)
    1. Dicranopteris Bernh. (22 spp.)
    2. Gleichenella Ching (1 sp.)
    3. Sticherus C. Presl (91 spp.)
    4. Gleichenia J. E. Sm. (14 spp.)
    5. Rouxopteris Hong M.Liu (1 sp.)
    6. Stromatopteris Mett. (1 sp.)
    7. Diplopterygium (Diels) Nakai (21 spp.)
10. Ordo Hymenophyllales A.B. Frank
  1. Familia Hymenophyllaceae Mart. (584 spp.)
    1. Subfamilia Trichomanoideae C. Presl
      1. Cephalomanes C. Presl (5 spp.)
      2. Abrodictyum C. Presl (36 spp.)
      3. Trichomanes L. (72 spp.)
      4. Callistopteris Copel. (6 spp.)
      5. Polyphlebium Copel. (16 spp.)
      6. Didymoglossum Desv. (52 spp.)
      7. Vandenboschia Copel. (26 spp.)
      8. Crepidomanes (C. Presl) C. Presl (55 spp.)

    2. Subfamilia Hymenophylloideae Burnett
      1. Hymenophyllum J. E. Sm. (316 spp.)
11. Ordo Schizaeales
  1. Familia Lygodiaceae M. Roem. (29 spp.)
    1. Lygodium Sw. (29 spp.)

  2. Familia Schizaeaceae Kaulf. (38 spp.)
    1. Schizaea J. E. Sm. (14 spp.)
    2. Actinostachys R. Br. ex Wall. (17 spp.)
    3. Microschizaea C. F. Reed (7 spp.)

  3. Familia Anemiaceae Link (117 spp.)
    1. Anemia Sw. (117 spp.)
12. Ordo Salviniales Link
  1. Familia Marsileaceae Mirb. (57 spp.)
    1. Marsilea L. (50 spp.)
    2. Regnellidium Lindm. (1 sp.)
    3. Pilularia L. (6 spp.)

  2. Familia Salviniaceae Rchb. (17 spp.)
    1. Salvinia Ség. (11 spp.)
    2. Azolla Lam. (6 spp.)
13. Ordo Cyatheales A.B. Frank
  1. Familia Thyrsopteridaceae C. Presl (1 sp.)
    1. Thyrsopteris Kunze (1 sp.)

  2. Familia Loxsomataceae C. Presl (2 spp.)
    1. Loxsomopsis Christ (1 sp.)
    2. Loxsoma R. Br. (1 sp.)

  3. Familia Culcitaceae Pic. Serm. (2 spp.)
    1. Culcita C. Presl (2 spp.)

  4. Familia Plagiogyriaceae Bower (12 spp.)
    1. Plagiogyria (Kunze) Mett. (12 spp.)

  5. Familia Cibotiaceae Korall (10 spp.)
    1. Cibotium Kaulf. (10 spp.)

  6. Familia Metaxyaceae Pic. Serm. (6 spp.)
    1. Metaxya C. Presl (6 spp.)

  7. Familia Dicksoniaceae M. R. Schomb. (39 spp.)
    1. Calochlaena (Maxon) R. A. White & M. D. Turner (5 spp.)
    2. Dicksonia L´Hér. (32 spp.)
    3. Lophosoria C. Presl (2 spp.)

  8. Familia Cyatheaceae Kaulf. (701 spp.)
    1. Sphaeropteris Bernh. (107 spp.)
    2. Gymnosphaera Blume (40 spp.)
    3. Cyathea J. E. Sm. (303 spp.)
    4. Alsophila R. Br. (251 spp.)
14. Ordo Polypodiales Link
  1. Familia Saccolomataceae Doweld (21 spp.)
    1. Saccoloma Kaulf. (12 spp.)
    2. Orthiopteris Copel. (9 spp.)

  2. Familia Cystodiaceae J. R. Croft (1 sp.)
    1. Cystodium J. Sm. (1 sp.)

  3. Familia Lonchitidaceae C. Presl ex M. R. Schomb. (2 spp.)
    1. Lonchitis L. (2 spp.)

  4. Familia Lindsaeaceae C. Presl (250 spp.)
    1. Sphenomeris Maxon (3 spp.)
    2. Odontosoria (C. Presl) Fée (35 spp.)
    3. Nesolindsaea Lehtonen & Christenh. (2 spp.)
    4. Osmolindsaea (K. U. Kramer) Lehtonen & Christenh. (7 spp.)
    5. Tapeinidium (C. Presl) C. Chr. (19 spp.)
    6. Xyropteris K. U. Kramer (1 sp.)
    7. Lindsaea Dryand. (183 spp.)
    8. ×Lindsaeosoria W. H. Wagner (0 sp.)

  5. Familia Pteridaceae E. D. M. Kirchn. (1380 spp.)
    1. Subfamilia Parkerioideae Burnett
      1. Acrostichum L. (3 spp.)
      2. Ceratopteris Brongn. (8 spp.)

    2. Subfamilia Cryptogrammoideae S. Linds.
      1. Coniogramme Fée (26 spp.)
      2. Cryptogramma R. Br. (8 spp.)
      3. Llavea Lag. (1 sp.)

    3. Subfamilia Pteridoideae C. Chr. ex Crabbe, Jermy & Mickel
      1. Taenitis Willd. ex Spreng. (16 spp.)
      2. Pterozonium Fée (14 spp.)
      3. Jamesonia Hook. & Grev. (62 spp.)
      4. Tryonia Schuettp., J. Prado & A. T. Cochran (5 spp.)
      5. Pteris L. (339 spp.)
      6. Actiniopteris Link (5 spp.)
      7. Onychium Kaulf. (10 spp.)
      8. Cosentinia Tod. (1 sp.)
      9. Gastoniella Li Bing Zhang & Liang Zhang (3 spp.)
      10. Anogramma Link (3 spp.)
      11. Pityrogramma Link (24 spp.)
      12. Cerosora Baker ex Domin (4 spp.)
      13. Austrogramme E. Fourn. (6 spp.)
      14. Syngramma J. Sm. (16 spp.)

    4. Subfamilia Vittarioideae (C. Presl) Crabbe, Jermy & Mickel
      1. Adiantum L. (233 spp.)
      2. Rheopteris Alston (1 sp.)
      3. Vaginularia Fée (6 spp.)
      4. Hecistopteris J. Sm. (3 spp.)
      5. Radiovittaria (Benedict) E. H. Crane (10 spp.)
      6. Haplopteris C. Presl (41 spp.)
      7. Antrophyopsis (Benedict) Schuettp. (4 spp.)
      8. Antrophyum Kaulf. (33 spp.)
      9. Polytaenium Desv. (13 spp.)
      10. Scoliosorus T. Moore (1 sp.)
      11. Ananthacorus Underw. & Maxon (1 sp.)
      12. Vittaria J. E. Sm. (7 spp.)

    5. Subfamilia Cheilanthoideae Horvath
      1. Calciphilopteris Yesilyurt & H. Schneid. (4 spp.)
      2. Baja Windham & L. O. George (1 sp.)
      3. Bommeria E. Fourn. (5 spp.)
      4. Cheilanthes p. p. (skinneri clade) (3 spp.)
      5. Myriopteris Fée (42 spp.)
      6. Pellaea Link (50 spp.)
      7. Paragymnopteris K. H. Shing (6 spp.)
      8. Astrolepis D. M. Benham & Windham (8 spp.)
      9. Argyrochosma (J. Sm.) Windham (19 spp.)
      10. Mildella Trevis. (2 spp.)
      11. Cheilanthes p. p. (1 sp.)
      12. Notholaena R. Br. (34 spp.)
      13. Mineirella Ponce & Scataglini (4 spp.)
      14. Cheiloplecton Fée (1 sp.)
      15. Pentagramma Yatsk., Windham & E. Wollenw. (6 spp.)
      16. Aleuritopteris Fée (44 spp.)
      17. Oeosporangium Vis. (28 spp.)
      18. Cheilanthes Sw. (59 spp.)
      19. Cheilanthes sensu lato (26 spp.)
      20. Mickelopteris Fraser-Jenk. (1 sp.)
      21. Hemionitis L. (6 spp.)
      22. Doryopteris p. p. (7 spp.)
      23. Gaga Pryer, Fay W. Li & Windham (19 spp.)
      24. Aspidotis (Nutt. ex Hook.) Copel. (4 spp.)
      25. Trachypteris André (4 spp.)
      26. Adiantopsis Fée (34 spp.)
      27. Doryopteris s. lat. (11 spp.)
      28. Doryopteris J. Sm. (23 spp.)
      29. Lytoneuron (Klotzsch) Yesilyurt (16 spp.)
      30. Ormopteris J. Sm. (5 spp.)

  6. Familia Dennstaedtiaceae Lotsy (238 spp.)
    1. Microlepia C. Presl (52 spp.)
    2. Dennstaedtia T. Moore (59 spp.)
    3. Oenotrichia Copel. (2 spp.)
    4. Leptolepia Mett. ex Kuhn (1 sp.)
    5. Monachosorum Kunze (4 spp.)
    6. Paesia A. St.-Hil. (12 spp.)
    7. Hiya H. Shang (4 spp.)
    8. Pteridium Gled. ex Scop. (4 spp.)
    9. Hypolepis Bernh. (69 spp.)
    10. Blotiella R. M. Tryon (20 spp.)
    11. Histiopteris (J. Agardh) J. Sm. (11 spp.)

  7. Familia Cystopteridaceae (Payer) Shmakov (37 spp.)
    1. Cystopteris Bernh. (25 spp.)
    2. Acystopteris Nakai (3 spp.)
    3. Gymnocarpium Newman (9 spp.)
    4. ×Cystocarpium Fraser-Jenk. (0 sp.)

  8. Familia Diplaziopsidaceae X. C. Zhang & Christenh. (4 spp.)
    1. Diplaziopsis C. Chr. (3 spp.)
    2. Homalosorus Small ex Pic. Serm. (1 sp.)

  9. Familia Desmophlebiaceae Mynssen, A. Vasco, Sylvestre, R. C. Moran & Rouhan (2 spp.)
    1. Desmophlebium Mynssen, A. Vasco, Sylvestre, R. C. Moran & Rouhan (2 spp.)

  10. Familia Hemidictyaceae Christenh. & H. Schneid. (1 sp.)
    1. Hemidictyum C. Presl (1 sp.)

  11. Familia Aspleniaceae Newman (828 spp.)
    1. Asplenium L. (765 spp.)
    2. Hymenasplenium Hayata (63 spp.)

  12. Familia Rhachidosoraceae X. C. Zhang (8 spp.)
    1. Rhachidosorus Ching (8 spp.)

  13. Familia Thelypteridaceae Ching ex Pic. Serm. (1181 spp.)
    1. Subfamilia Phegopteridoideae Salino, A. R. Sm. & T. E. Almeida
      1. Macrothelypteris (H. Itô) Ching (9 spp.)
      2. Phegopteris (C. Presl) Fée (7 spp.)
      3. Pseudophegopteris Ching (26 spp.)

    2. Subfamilia Thelypteridoideae C. F. Reed
      1. Thelypteris Schmidel (2 spp.)
      2. Coryphopteris Holttum (70 spp.)
      3. Metathelypteris (H. Itô) Ching (17 spp.)
      4. Amauropelta Kunze (236 spp.)
      5. Oreopteris Holub (3 spp.)
      6. Steiropteris (C. Chr.) Pic. Serm. (28 spp.)
      7. Hoiokula S.E. Fawc. & A.R. Sm. (2 spp.)
      8. Cyclogramma Tagawa (9 spp.)
      9. Stegnogramma Blume (7 spp.)
      10. Leptogramma J. Sm. (29 spp.)
      11. Ampelopteris Kunze (1 sp.)
      12. Cyclosorus Link (3 spp.)
      13. Mesophlebion Holttum (17 spp.)
      14. Meniscium Schreb. (25 spp.)
      15. Goniopteris C. Presl (137 spp.)
      16. Pakau S.E. Fawc. & A.R. Sm. (1 sp.)
      17. Menisorus Alston (6 spp.)
      18. Pelazoneuron (Holttum) A.R. Sm. & S.E. Fawc. (19 spp.)
      19. Glaphyropteridopsis Ching (11 spp.)
      20. Mesopteris Ching (6 spp.)
      21. Grypothrix (Holttum) S.E. Fawc. & A.R. Sm. (13 spp.)
      22. ×Chrinephrium Nakaike (0 sp.)
      23. Menisciopsis (Holttum) S.E. Fawc. & A.R. Sm. (7 spp.)
      24. Chingia Holttum (25 spp.)
      25. Plesioneuron (Holttum) Holttum (60 spp.)
      26. Strophocaulon S.E. Fawc. & A.R. Sm. (2 spp.)
      27. Amblovenatum J. P. Roux (7 spp.)
      28. Abacopteris Fée (14 spp.)
      29. ×Chrismatopteris Quansah & D. S. Edwards (0 sp.)
      30. Trigonospora Holttum (7 spp.)
      31. Pseudocyclosorus Ching (13 spp.)
      32. ×Glaphypseudosorus Hong M.Liu, Schuettp. & H.Schneid. (0 sp.)
      33. Christella Lév. (70 spp.)
      34. Pronephrium C. Presl (40 spp.)
      35. Reholttumia S.E. Fawc. & A.R. Sm. (28 spp.)
      36. Pneumatopteris Nakai (32 spp.)
      37. Sphaerostephanos J. Sm. (192 spp.)

  14. Familia Woodsiaceae (A. Gray) Herter (51 spp.)
    1. Woodsia R. Br. (31 spp.)
    2. ×Woodsimatium Li Bing Zhang, N.T.Lu & X.F.Gao (0 sp.)
    3. Physematium Kaulf. (20 spp.)

  15. Familia Onocleaceae Pic. Serm. (5 spp.)
    1. Matteuccia Tod. (1 sp.)
    2. Onocleopsis Ballard (1 sp.)
    3. Onoclea L. (1 sp.)
    4. Pentarhizidium Hayata (2 spp.)

  16. Familia Blechnaceae Newman (265 spp.)
    1. Subfamilia Woodwardioideae Gasper, V. A. O. Dittrich & Salino
      1. Lorinseria C. Presl (1 sp.)
      2. Anchistea C. Presl (1 sp.)
      3. Woodwardia J. E. Sm. (13 spp.)

    2. Subfamilia Stenochlaenoideae (Ching) J. P. Roux
      1. Salpichlaena Hook. (4 spp.)
      2. Telmatoblechnum Perrie, D. J. Ohlsen & Brownsey (2 spp.)
      3. Stenochlaena J. Sm. (6 spp.)

    3. Subfamilia Blechnoideae Gasper, V. A. O. Dittrich & Salino
      1. Struthiopteris Scop. (3 spp.)
      2. Brainea J. Sm. (1 sp.)
      3. Spicantopsis Nakai (3 spp.)
      4. Sadleria Kaulf. (6 spp.)
      5. Cleistoblechnum Gasper & Salino (1 sp.)
      6. Blechnidium T. Moore (1 sp.)
      7. Blechnopsis C. Presl (2 spp.)
      8. Lomaridium C. Presl (16 spp.)
      9. Lomaria Willd. (6 spp.)
      10. Icarus Gasper & Salino (1 sp.)
      11. Cranfillia Gasper & V. A. O. Dittrich (24 spp.)
      12. Blechnum L. (23 spp.)
      13. Austroblechnum Gasper & V. A. O. Dittrich (34 spp.)
      14. Neoblechnum Gasper & V. A. O. Dittrich (1 sp.)
      15. Oceaniopteris Gasper & Salino (8 spp.)
      16. Doodia R. Br. (19 spp.)
      17. Diploblechnum Hayata (6 spp.)
      18. Lomariocycas J. Sm. (18 spp.)
      19. Parablechnum C. Presl (65 spp.)

  17. Familia Athyriaceae Alston (769 spp.)
    1. Deparia Hook. & Grev. (79 spp.)
    2. Anisocampium C. Presl (4 spp.)
    3. Cornopteris Nakai (14 spp.)
    4. Pseudathyrium Newman (2 spp.)
    5. ×Schnellerathyrium Hong M.Liu, Schuettp. & H.Schneid. (0 sp.)
    6. Ephemeropteris R. C. Moran & Sundue (3 spp.)
    7. Athyrium Roth (181 spp.)
    8. Diplazium Sw. (486 spp.)

  18. Familia Hypodematiaceae Ching (26 spp.)
    1. Hypodematium Kunze (23 spp.)
    2. Leucostegia C. Presl (3 spp.)

  19. Familia Didymochlaenaceae Ching ex Li Bing Zhang & Liang Zhang (12 spp.)
    1. Didymochlaena Desv. (12 spp.)

  20. Familia Dryopteridaceae Herter (2149 spp.)
    1. Subfamilia Polybotryoideae H. M. Liu & X. C. Zhang
      1. Polybotrya Willd. (39 spp.)
      2. Maxonia C. Chr. (1 sp.)
      3. Cyclodium C. Presl (13 spp.)
      4. ×Cyclobotrya Engels & Canestraro (0 sp.)
      5. Olfersia Raddi (4 spp.)
      6. Trichoneuron Ching (1 sp.)
      7. Polystichopsis (J. Sm.) Holttum (7 spp.)
      8. Stigmatopteris C. Chr. (26 spp.)

    2. Subfamilia Elaphoglossoideae (Pic. Serm.) Crabbe, Jermy & Mickel
      1. Bolbitis Schott (67 spp.)
      2. Lomagramma J. Sm. (18 spp.)
      3. Arthrobotrya J. Sm. (3 spp.)
      4. Teratophyllum Mett. ex Kuhn (10 spp.)
      5. Mickelia R. C. Moran, Labiak & Sundue (10 spp.)
      6. Elaphoglossum Schott ex J. Sm. (755 spp.)
      7. Pleocnemia C. Presl (20 spp.)
      8. Rumohra Raddi (10 spp.)
      9. Megalastrum Holttum (99 spp.)
      10. Lastreopsis Ching (21 spp.)
      11. Parapolystichum Keyserl. (30 spp.)

    3. Subfamilia Dryopteridoideae B. K. Nayar
      1. Ctenitis C. Chr. ex C. Chr. (144 spp.)
      2. Phanerophlebia C. Presl (10 spp.)
      3. Polystichum Roth (405 spp.)
      4. xDryostichum W. H. Wagner (0 sp.)
      5. Cyrtomium C. Presl (37 spp.)
      6. Dryopteris Adans. (343 spp.)
      7. Arachniodes Blume (73 spp.)

    4. Subfamilia nesigurno
      1. Atalopteris Maxon (3 spp.)

  21. Familia Lomariopsidaceae Alston (61 spp.)
    1. Cyclopeltis J. Sm. (7 spp.)
    2. Dryopolystichum Copel. (1 sp.)
    3. Dracoglossum Christenh. (2 spp.)
    4. Lomariopsis Fée (51 spp.)

  22. Familia Nephrolepidaceae Pic. Serm. (29 spp.)
    1. Nephrolepis Schott (29 spp.)

  23. Familia Tectariaceae Panigrahi (338 spp.)
    1. Subfamilia Pteridryoideae ined.
      1. Malaifilix Li Bing Zhang & Schuettp. (1 sp.)
      2. Draconopteris Li Bing Zhang & Liang Zhang (1 sp.)
      3. Polydictyum C. Presl (4 spp.)
      4. Pteridrys C. Chr. & Ching (22 spp.)

    2. Subfamilia Arthropteridoideae ined.
      1. Arthropteris J. Sm. (13 spp.)

    3. Subfamilia Tectarioideae ined.
      1. Triplophyllum Holttum (27 spp.)
      2. Hypoderris R. Br. (3 spp.)
      3. Tectaria Cav. (267 spp.)

  24. Familia Oleandraceae (J. Sm.) Ching ex Pic. Serm. (30 spp.)
    1. Oleandra Cav. (30 spp.)

  25. Familia Davalliaceae (Gaudich.) M. R. Schomb. (65 spp.)
    1. Davallia J. E. Sm. (65 spp.)

  26. Familia Polypodiaceae J. & C. Presl (1737 spp.)
    1. Subfamilia Loxogrammoideae H. Schneid.
      1. Dictymia J. Sm. (2 spp.)
      2. Loxogramme (Blume) C. Presl (39 spp.)

    2. Subfamilia Drynarioideae Crabbe, Jermy & Mickel
      1. Drynaria (Bory) J. Sm. (33 spp.)
      2. Pichisermollodes Fraser-Jenk. & Challis (14 spp.)
      3. xSellimeris Fraser-Jenk., Sushil K. Singh & J. Fraser-Jenk. (0 sp.)
      4. Selliguea Bory (112 spp.)
      5. Gymnogrammitis Griffith (1 sp.)

    3. Subfamilia Platycerioideae B. K. Nayar
      1. Platycerium Desv. (17 spp.)
      2. Hovenkampia Li Bing Zhang & X. M. Zhou (3 spp.)
      3. Pyrrosia Mirb. (64 spp.)

    4. Subfamilia Microsoroideae B. K. Nayar
      1. Tribus Thylacoptereae C. C. Chen & H. Schneider
        1. Thylacopteris Kunze ex J. Sm. (3 spp.)

      2. Tribus Goniophlebieae C. C. Chen & H. Schneider
        1. Goniophlebium (Blume) C. Presl (34 spp.)

      3. Tribus Lecanoptereae C. C. Chen & H. Schneider
        1. Bosmania Testo (3 spp.)
        2. Lecanopteris Reinw. (24 spp.)

      4. Tribus Microsoreae V. N. Tu
        1. Microsorum Link (46 spp.)
        2. Leptochilus Kaulf. (33 spp.)
        3. Podosorus Holttum (1 sp.)

      5. Tribus Lepisoreae Ching ex E. Hennipman, P. Veldhoen & K. U. Kramer
        1. Lepisorus (J. Sm.) Ching (100 spp.)

    5. Subfamilia Polypodioideae Sw.
      1. Synammia C. Presl (3 spp.)
      2. Pleurosoriopsis Fomin (1 sp.)
      3. Polypodium L. (54 spp.)
      4. Pleopeltis Humb. & Bonpl. ex Willd. (93 spp.)
      5. Phlebodium (R. Br.) J. Sm. (3 spp.)
      6. xPhlebosia Viane & Pompe (0 sp.)
      7. Pecluma M. G. Price (47 spp.)
      8. Microgramma C. Presl (31 spp.)
      9. Niphidium J. Sm. (11 spp.)
      10. Campyloneurum C. Presl (64 spp.)
      11. Adetogramma T. E. Almeida (1 sp.)
      12. Serpocaulon A. R. Sm. (48 spp.)

    6. Subfamilia Grammitidoideae Parris & Sundue
      1. Terpsichore A. R. Sm. (16 spp.)
      2. Parrisia Shalisko & Sundue (2 spp.)
      3. Adenophorus Gaudich (10 spp.)
      4. Lomaphlebia J. Sm. (2 spp.)
      5. Grammitis Sw. (30 spp.)
      6. Cochlidium Kaulf. (17 spp.)
      7. Leucotrichum Labiak (6 spp.)
      8. Alansmia M. Kessler, Moguel, Sundue & Labiak (24 spp.)
      9. Luisma Murillo & A. R. Sm. (1 sp.)
      10. Enterosora Baker (29 spp.)
      11. Ceradenia L. E. Bishop (76 spp.)
      12. Ascogrammitis Sundue (18 spp.)
      13. Mycopteris Sundue (18 spp.)
      14. Galactodenia Sundue & Labiak (5 spp.)
      15. Melpomene A. R. Sm. & R. C. Moran (30 spp.)
      16. Stenogrammitis Labiak (25 spp.)
      17. Lellingeria A. R. Sm. & R. C. Moran (52 spp.)
      18. Moranopteris R. Y. Hirai & J. Prado (32 spp.)
      19. Ctenopterella Parris (21 spp.)
      20. Grammitis sensu lato, part 1 (6 spp.)
      21. Chrysogrammitis Parris (2 spp.)
      22. Notogrammitis Parris (12 spp.)
      23. Grammitis sensu lato, part 2 (5 spp.)
      24. Archigrammitis Parris (7 spp.)
      25. Micropolypodium Hayata (3 spp.)
      26. Prosaptia C. Presl (70 spp.)
      27. Oreogrammitis Copel. (195 spp.)
      28. Dasygrammitis Parris (8 spp.)
      29. Scleroglossum Alderw. (10 spp.)
      30. Tomophyllum (E. Fourn.) Parris (37 spp.)
      31. Xiphopterella Parris (14 spp.)
      32. Calymmodon C. Presl (60 spp.)
      33. Acrosorus Copel. (9 spp.)